# Vastagh György (festő)
Idősebb alsótorjai Vastagh György (Szeged, 1834. április 12. – Budapest, 1922. február 21.) magyar festőművész.

## Családja, ifjúkora
Vastagh Béla jogász, Vastagh Géza festőművész és ifj. Vastagh György szobrász és ikertestvére Jozefin apja, Kenyeres Balázs igazságügyi orvos, hisztológus apósa, Vastagh Éva és Vastagh László szobrászművészek nagyapja.
Nyolcgyermekes családban született. Székely ősei az 1660-as évek táján a török-tatár pusztítás és pestisjárvány elől települtek át a háromszéki Alsótorjáról Szegedre. Apja Vastagh János hajósgazda, anyja Terhes Katalin. Testvérei közül csak ketten érték meg a felnőttkort, egy nővére és egy fivére, aki mérnök lett.
Élete már ifjú korában mozgalmasan alakult. A szabadságharcban, 1849-ben belépett a felkelők közé, ekkor tizenöt éves volt. Kmety György és Perczel Mór tábornokok alatt a 16. vadászzászlóaljnál szolgált mint káplár. Több csatában vett részt hadnagy fivérével együtt. A temesvári csata és a világosi fegyverletétel után orosz fogságába került. Mivel vérhasban megbetegedett, szabadon engedték. Szegedre ment, itt egy Pozsgay nevű asztalosmester rejtegette hónapokon keresztül az osztrák sorozóbizottság elől.

## Művészi pályafutása

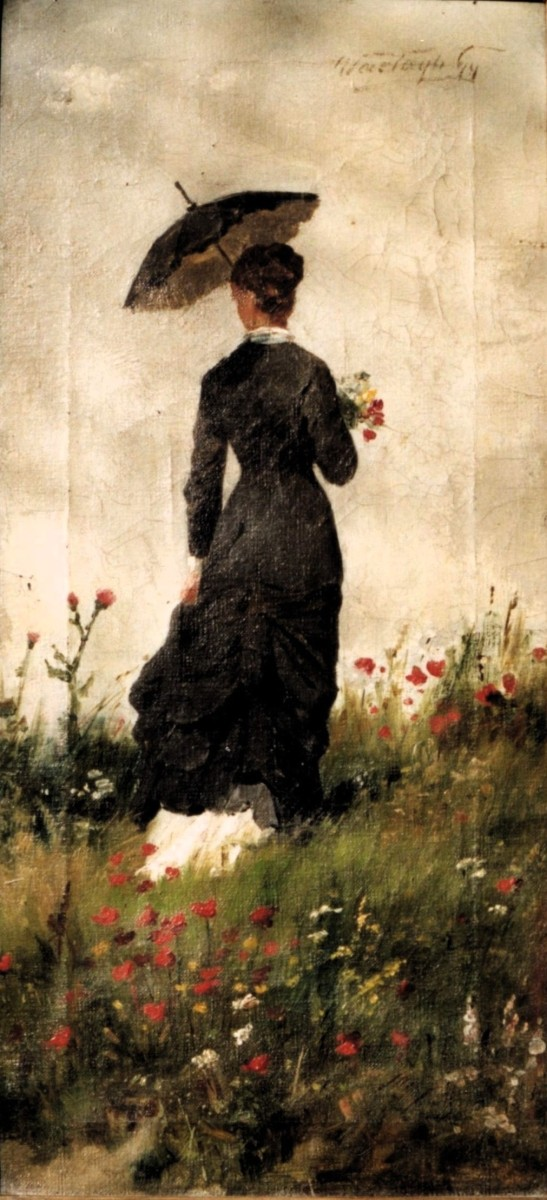
Vastagh György, id.: Nő napernyővel, olaj, vászon

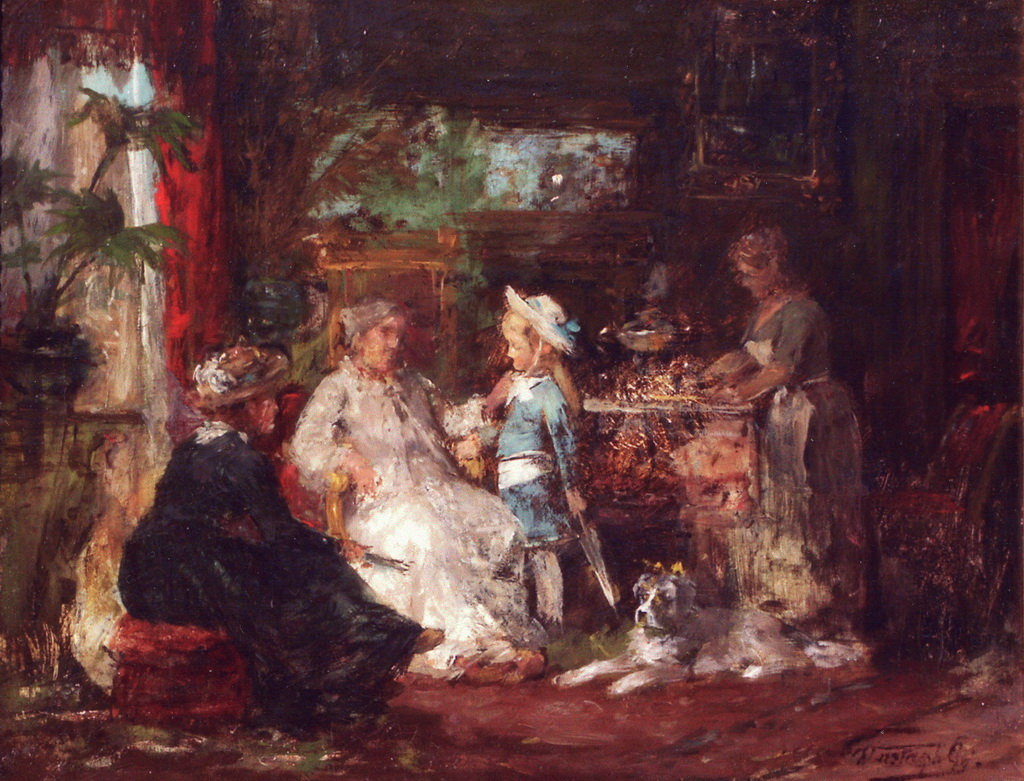
Vastagh György, id.: Látogatóban, olaj, vászon

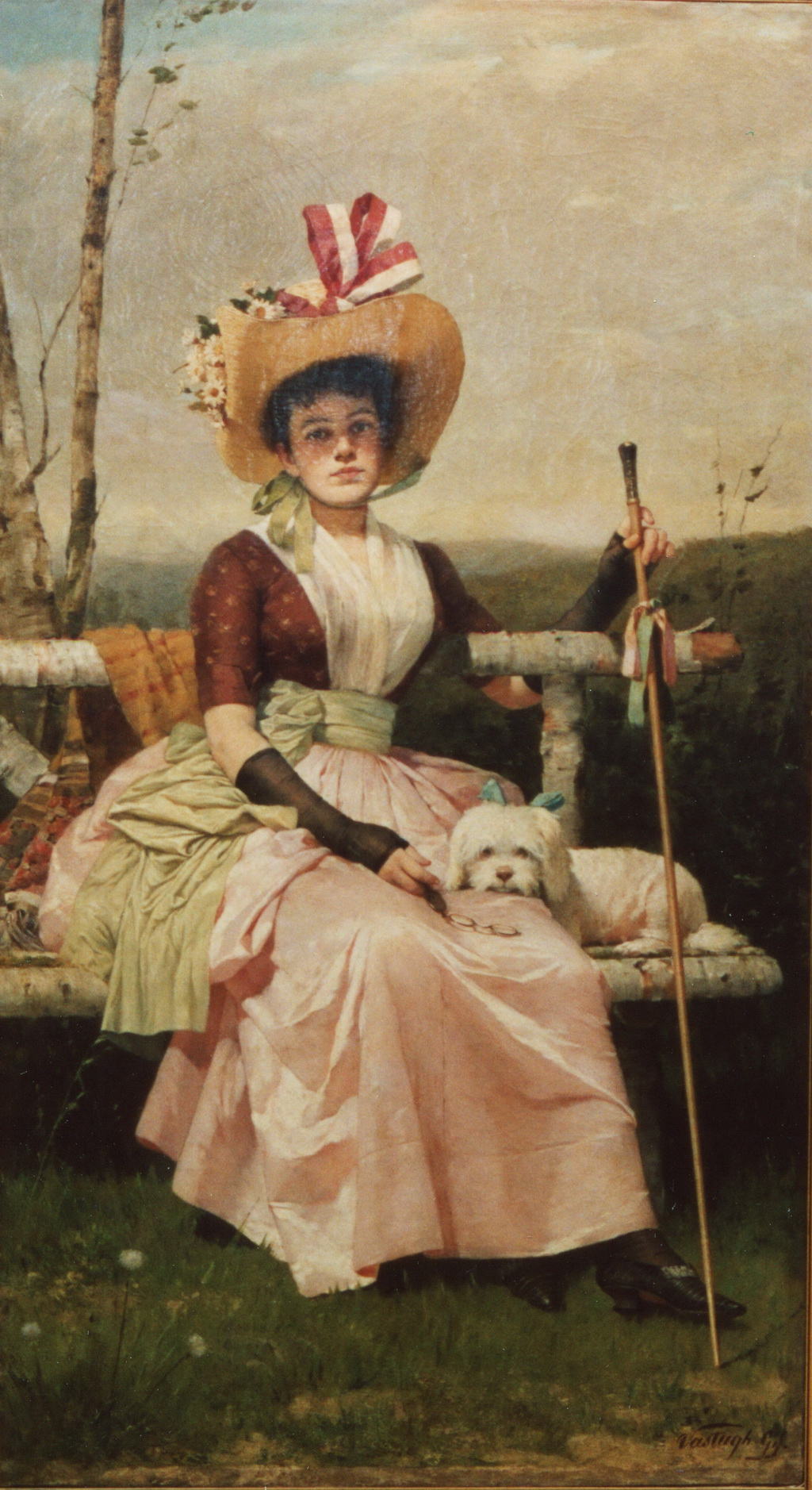
Vastagh György, id.: Vastagh Josephine, 1887. olaj, vászon

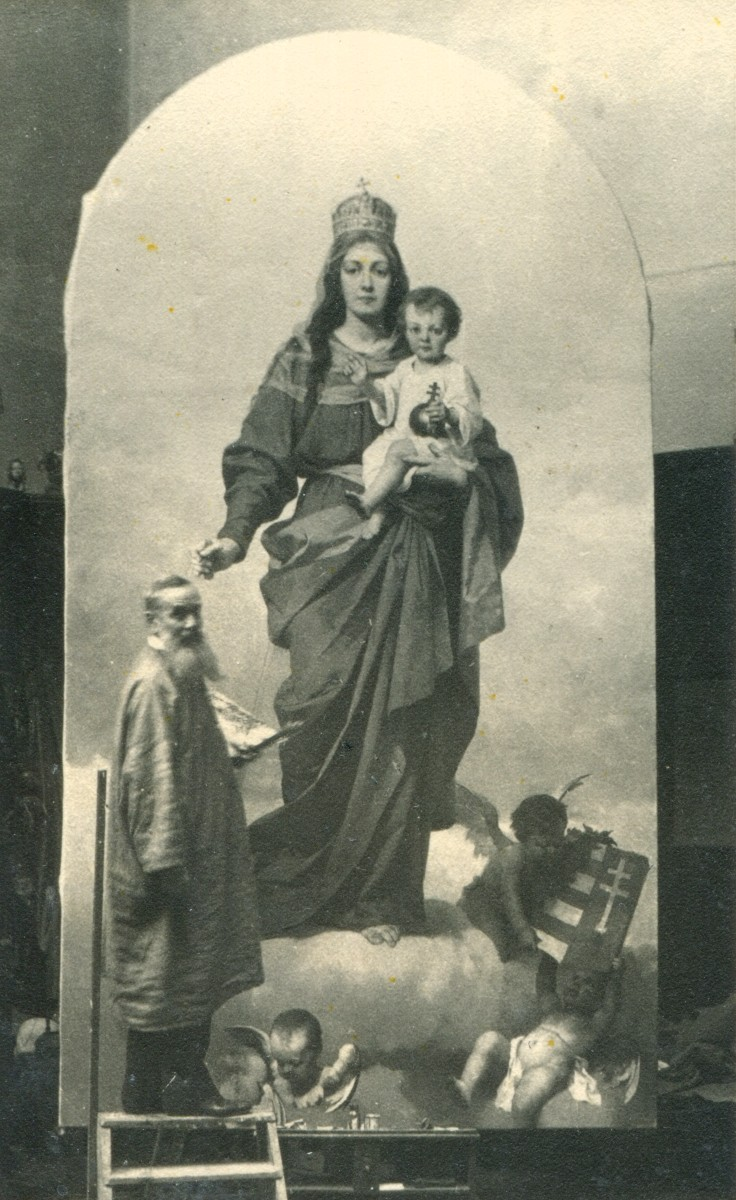
id. Vastagh György Temesvárra készülő oltárképe előtt, 1898

Rajzkészsége már gyermekkorában megmutatkozott. Stech József piarista tanár figyelt fel rá, majd egy Gerstemberg nevű osztrák festő tanította. 1854-ben már a bécsi akadémián tanult. 1858-ban Kolozsvárra települt, Veres Ferenc fényképésszel közös műtermet nyitott. Stein János könyvkereskedésénél egész tárlat volt látható „árny és színezett képeikből”. Később Sikó Miklós festővel bérelt műtermet a kolozsvári Közép utcában, László Ferencné házánál az emeleten, de továbbra is együttműködött Veres Ferenccel a „photográphiai és festészeti műteremben”.
Vastagh György festői kvalitásaira gróf Mikó Imre hívta fel a figyelmet az 1850-es évek végén, ezt követően a kolozsvári arisztokrácia megrendelésekkel halmozta el. 1859-ben kapta az első nagy megbízását báró Kemény Istvántól, Kemény Simon halálát ábrázoló öt részes képciklus megfestésére az Erdélyi Múzeum-Egylet számára. Ugyanez évben készült az Egylet részére Kazinczy Ferenc arcképe is, valamint Bethlen Károly megrendelésére a Vitam et sanguinem jelenet. Műtermét a kolozsvári Bel-közép utca régi Posta házába költöztette. 1860-ban gróf Kendeffy Ádám és Brandenburgi Katalin portréit festette meg, utóbbit a Porosz Királyi Képtárnak.
A Bach-korszak elleni tiltakozásként két ízben is visszautasította a neki, Eötvös József által felajánlott ösztöndíjat Friedrich Karl zu Schwarzenberg, Erdély akkori katonai kormányzójának lefestéséért. 1862-től a kolozsvári Monostor utcában, a Mikes-házban lakott, műtermében egyidejűleg fényképészettel is foglalkozott. 1863-ban Urlaky Jánossal egy hónapos fényképészeti tanulmányutat tett Székelyföldön, Előpatakon és Borszéken. Felvételeit továbbra is gyakran színezte. Egy korabeli lap így írt erről:
„Elismert tehetségű festészünk Vastagh György ki már annyi kitűnő művel gazdagítá Erdély, s különösen Kolozsvár nevezetes családjait, most műtermében a photográphiának is tért nyitott, melynek segítségével a festővászonra néhány másodperc alatt oda varázsolván az arcképet, annak mind nagyságát, mind színezetét úgy adja meg, hogy az illető meg van kímélve az órákig tartó fáradságos üléstől – társa néki a derék Urlaky János, s már eddig is sok sikerült képet állítottak elő – műtermük és kirakatuk van b. Monostor utcában, Korbuly-házban.”
1863. október 7-én vette feleségül az anyai ágon francia származású Schell Jozefint Kolozsvárott, majd Ploiești-be költözött. Itt született első fia Béla, a későbbi közjegyző, 1865-ben tértek vissza Kolozsvárra. 1866-ban megszületett fia, Géza, akiből állat- és tájfestő lett, majd 1868-ban ikergyermekei, Jozefin és az ifjú György, a későbbi neves szobrászművész.
1868-tól megszaporodtak bécsi megrendelései, ugyanekkor megbízást kapott a kolozsvári Fő téri római katolikus templom főoltárának helyreállítására.
Három ízben is lakott Bécsben. Az ötvenes évek közepén még mint festőnövendék, később mint keresett művész, 1865 és 1867 között évente több hónapot töltött ott. 1870-ben az osztrák műegylet májusi kiállításán két olajfestményét mutatta be. Sikerének eredményeképpen mecénásként támogatta őt Wodianer báró veje, Nemes Vince és felesége. 1871 márciusától Moritz von Schwind tanítványa lett, de még abban az évben mestere elhunyt. Berlinbe látogatott, ott is sikereket ért el festményeivel. 1871 júniusában visszatért Kolozsvárra, a Híd utcában rendezte be műtermét. Közben 1870 nyarán a gyalui-havasokban tett tanulmányutat, novemberben pedig Marosvásárhelyen dolgozott. 1872-ben ismét Bécsben festett, áprilisban tért haza családjához Kolozsvárra. Ősszel a bécsi kiállításon a Török cigányok című képe szerepelt. Festményei az Erdélyi oláh lakodalmas menet, a Szerelmespár és a Pipázó cigánylány nagy sikert arattak az 1873-as bécsi világkiállításon.
1876-tól Budapesten élt, előbb a Zöldfa utcában volt műteremlakása, majd a Lipót utca 54.-ben, a későbbi Váci utcában vett házat. A fővárosban először a régi Műcsarnok 1877. évi tárlatán állított ki. Ismét a képmás lett fő műfaja, számos neves személyiség arcképét festette meg ez idő tájt. Ekkor készültek a gyomai Jézus Szíve templom freskói és főoltárképe. 1877-ben kapott megbízást illusztrációk készítésére Petőfi Sándor költeményeihez. 1877-ben festette József nádor két leányának és fianak portréját, ugyancsak ekkor vállalta el gróf Forgách József, korán elhunyt Nógrád vármegyei alispán arcképének megörökítését. 1877–1905 között az idős József főherceg foglalkoztatta udvari festőként, számos arcképet készített a nádori család tagjairól, hetente utazott Alcsútra, festeni tanította a főhercegi gyermekeket. A kastélyhoz tartozó kápolnát három oltárképpel díszítette.
Az 1870-es évek végén kapcsolatba került Munkácsy Mihállyal, felmerült köztük egy közös kolozsvári látogatás gondolata is. 1882 júliusában Demjén László újságíróval és Sárdi István festőművésszel tíznapos tanulmányutat tett Naszód-vidékére és a Radnai-havasokba, hogy az erdélyi cigányság életét tanulmányozza, s azt felhasználja a Klotild főhercegnő által megrendelt kompozíciónál.
Kolozsvár képzőművészeti életében 1883. február elején jelentős esemény történt: a római katolikus Lyceum dísztermében megnyílt a város első gyűjteményes képkiállítása, amelyen Feszty Árpád, Than Mór és idősebb Vastagh György országos hírű művészek mellett olyan fiatalok is részt vettek, mint Melka Vince, Mesterházy Kálmán, Kővári Endre, Sárdi István, Spányi Béla, Vastagh Géza stb. 1884 augusztusában több neves festő is Kalotaszegre látogatott. Bruck Lajos és Telepy Károly Bánffyhunyadon és Magyargyerőmonostoron, Sárdi István és Vastagh Géza Bánffyhunyadon láttak munkához. Vendéglátójuk Gyarmathy Zsigáné Kalotaszeg nagyasszonya volt. Így ez a vidék is bekerült a művészet körforgásába. 1891-ben Vastagh szintén Maros megyében és Kalotaszeg környékén tett hosszabb utazást.
1894. március 12-én a Magyar Művészek és Műpártolók Egyesületéből megalakult a Nemzeti Szalon, elnökévé gróf Zichy Jenő mellett Vastagh Györgyöt választották. Krúdy visszaemlékezése szerint:
„Őse volt a mai Fészek-klubnak, és benne Mesterházy Kálmán a háznagy – Vágó Pali, Spányi, Vastagh György, Stetka, Feszty Árpád (nőtlen korában) várta itt frakkban, házigazdai szívességgel szombat esténként a főváros legelőkelőbb társaságát, amelyet a színésznők is élénkítettek, mint pipacsok a rétet.” (Jókai Mór utolsó tánca az úribanda előtt).
Vastagh György oltárképek festőjeként is maradandót alkotott. 1889-ben pályázaton nyert megbízást a belvárosi plébániatemplom Magyarország védasszonya és a magyar szentek című freskójára. A temesvári gyárvárosi templom számára 1898-ban festette a Magna Domina Hungariae című főoltárképet, valamint két mellékoltárképet, a Szent István Bazilikában található Szent Imre oltárképe. Az aradi minorita templom Szent Antal oltárképe 1905-ben, a szegedi Szent Rókus templom tituláris szentjének oltárképe 1911-ben készült.
1922-ben hunyt el, majdnem 88 éves korában.
A Műcsarnokban ravatalozták fel, amelynek létrehozásában maga is aktívan részt vett.
Festményeit a Magyar Nemzeti Galéria, a Magyar Nemzeti Múzeum Történelmi Képcsarnoka, a Magyar Tudományos Akadémia Művészeti Gyűjteménye mellett vidéki múzeumok (Szeged, Szentes, Veszprém stb.) őrzik.

## Emlékezete

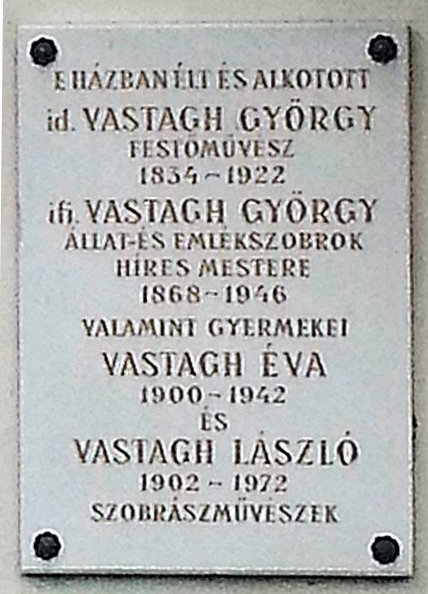
A család emléktáblája:
I. kerület Tigris utca 55.

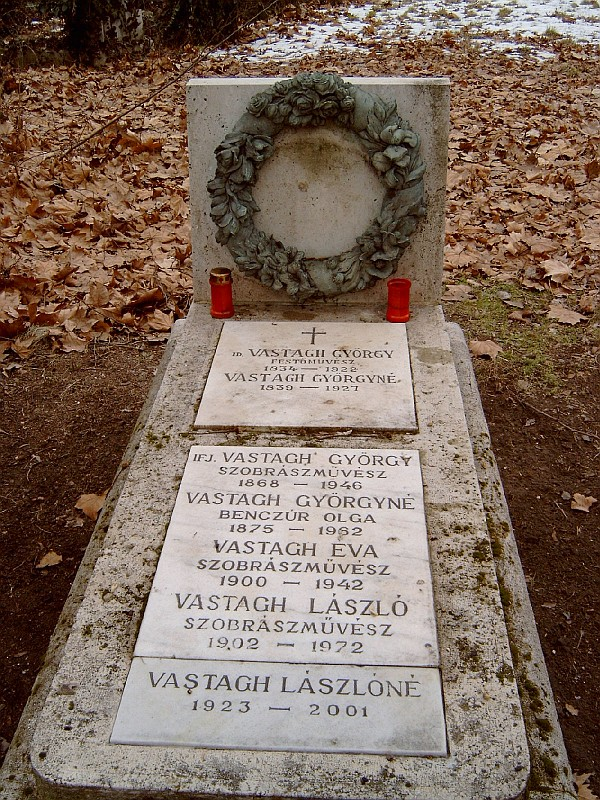
A Vastagh család sírja Budapesten. Kerepesi temető: 37/1-1-32

1925-ben Szentendrén utcát neveztek el róla.
1934-ben a Műcsarnokban unokája, Vastagh László rendezte meg centenáriumi tárlatát, ahol a család művész tagjai is bemutatták alkotásaikat.
2004-ben az Ernst Múzeumban a Vastagh művészcsalád kiállításán szerepeltek festményei.

## Művei

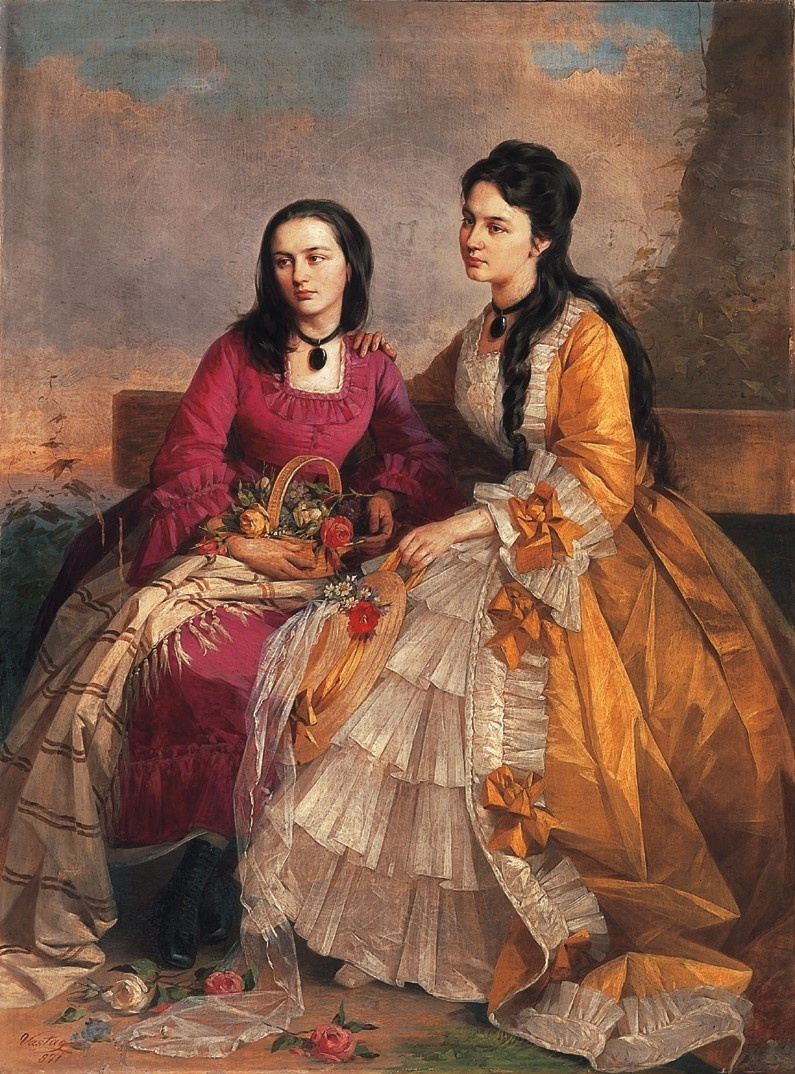
Vastagh György, id.: Nővérek, 1871. olaj, vászon

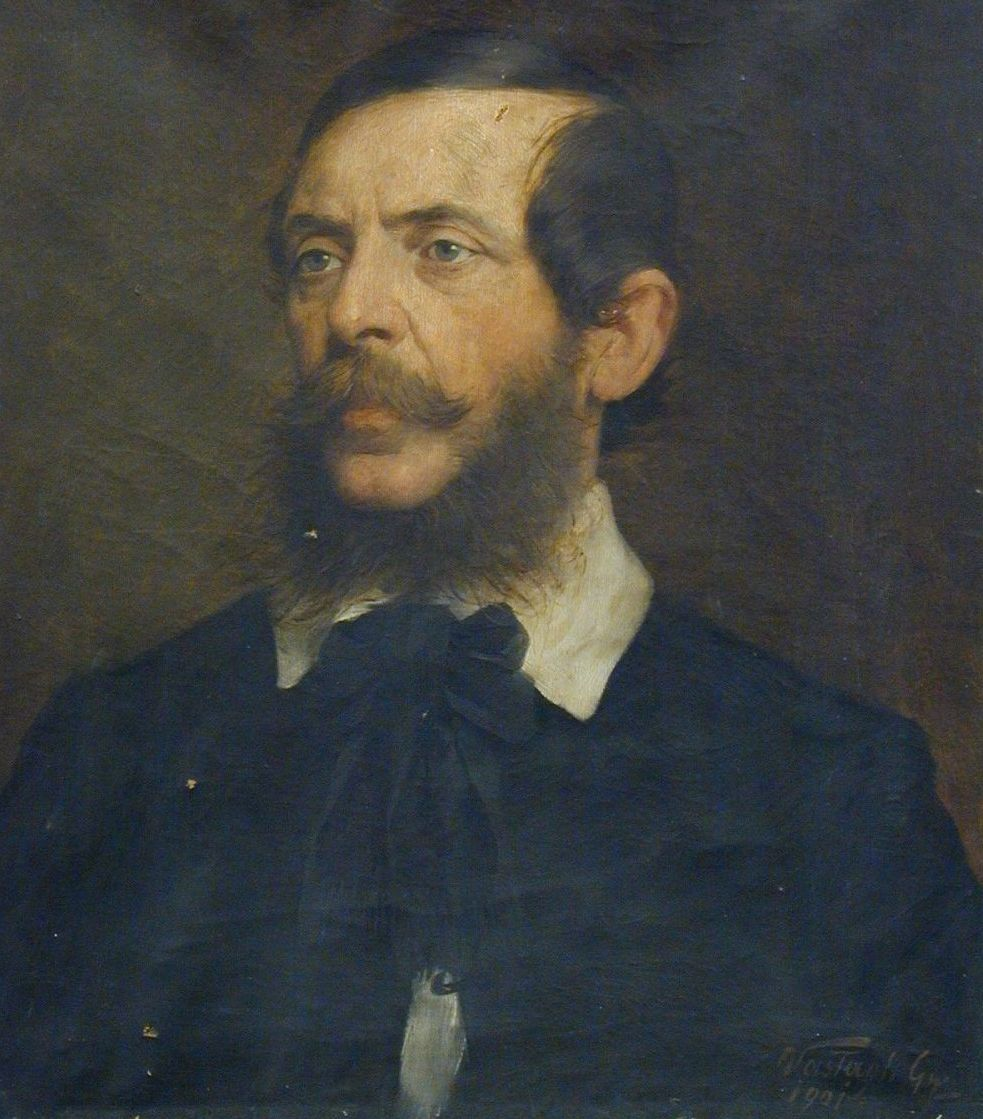
Vastagh György, id.: Kossuth arcképe (fotója alapján)

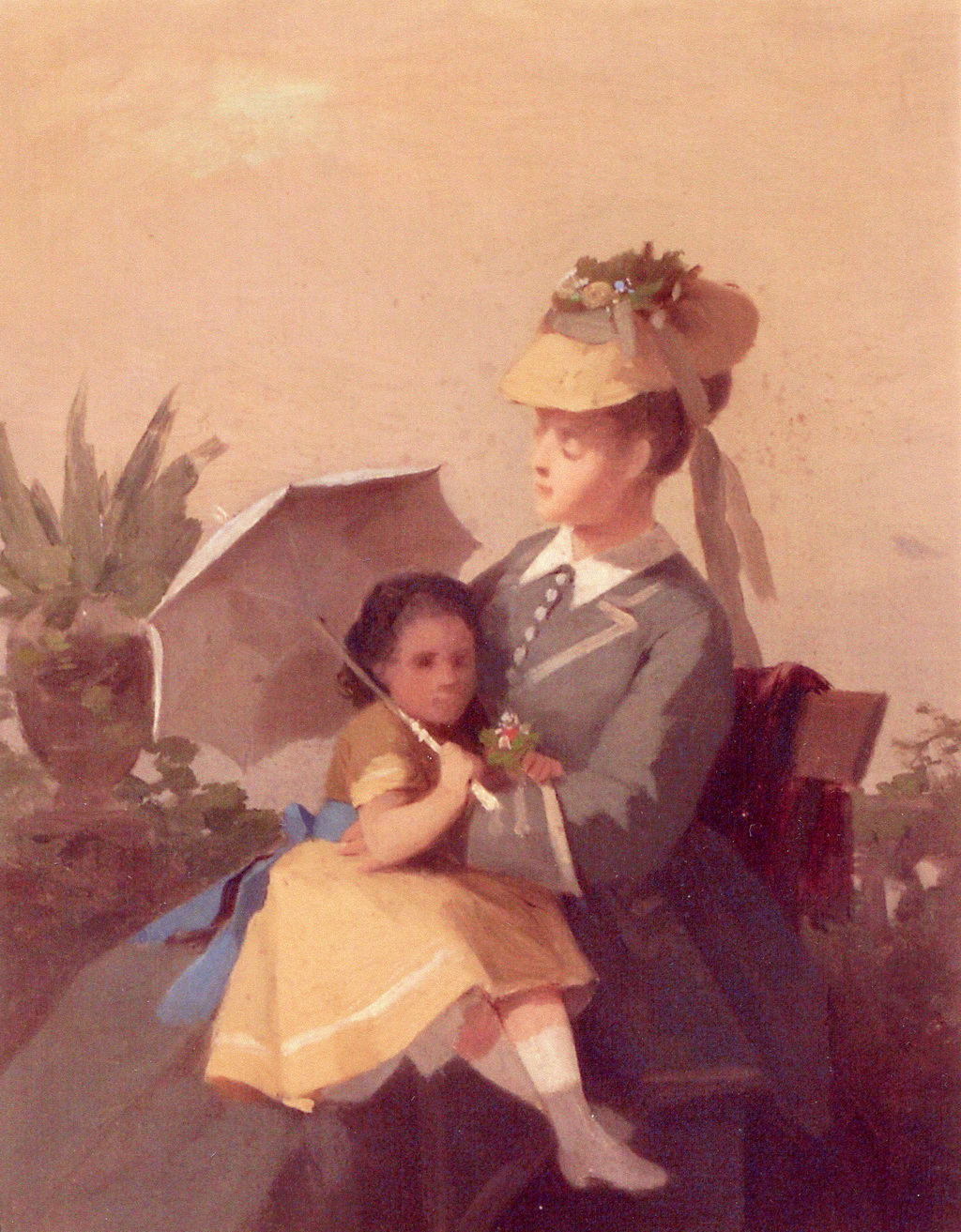
Vastagh György, id.: Sephine és Izi, 1900 körül, olaj, vászon

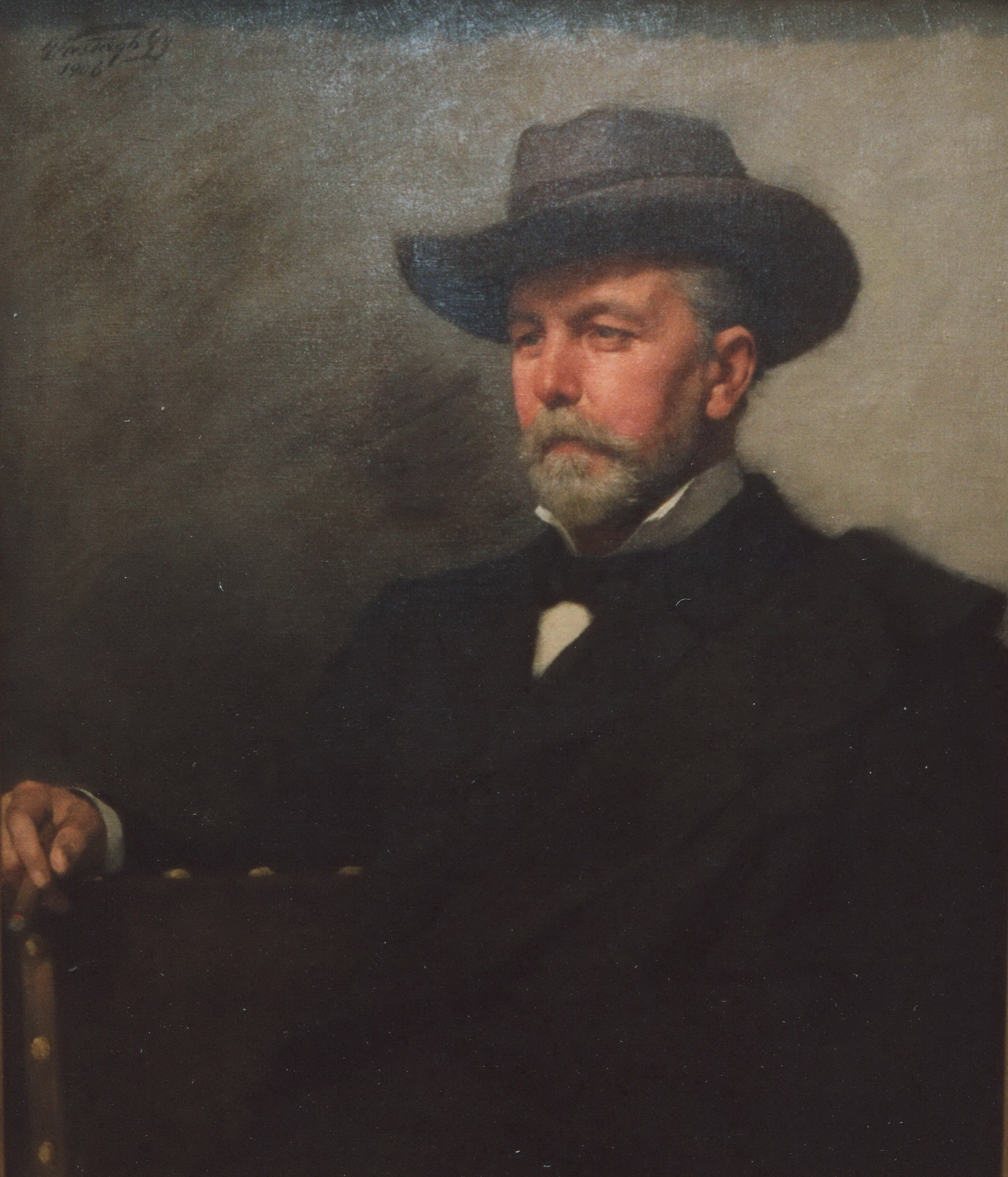
Vastagh György, id.: Kalapos férfi, 1906. olaj, vászon

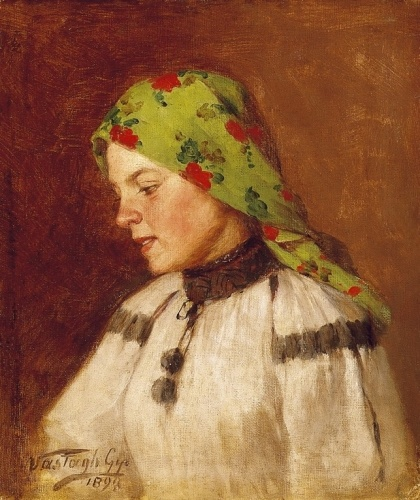
Vastagh György, id.: Zöld kendős menyecske, olaj, vászon

Id. Vastagh György zsánerképei, egyházi és mitológiai témájú festményei mellett történelmi személyekről és korának nagyjairól készített portréival alkotott maradandót.

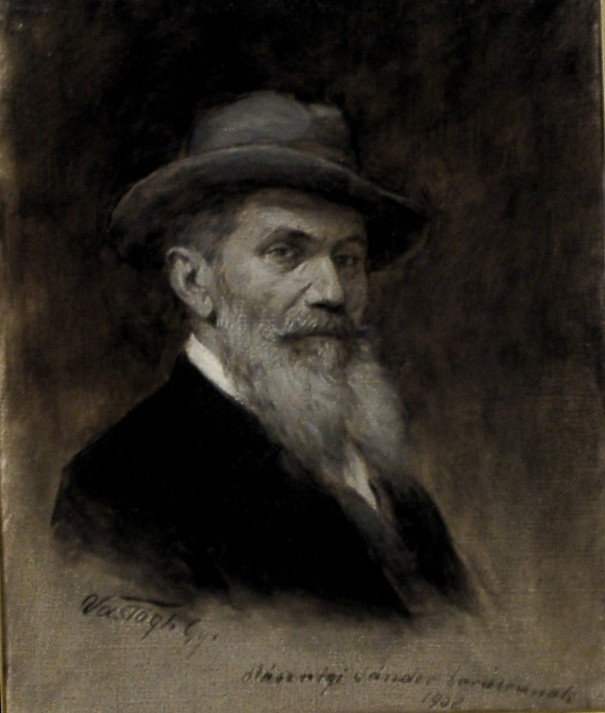
Vastagh György, id.: Önarckép, olaj,vászon 1902.

### Portrék
- Kazinczy Ferenc arcképe, 1859
- Kendeffy Ádám gróf arcképe, 1860
- Brandenburgi Katalin arcképe, 1860 (a Porosz Kir. Képtárnak)
- Kemény Ferenc arcképe, 1860 (az Erdélyi Múzeumnak)
- Kossuth Lajos (olaj, vászon), 1865 (Szentes, Koszta József Múzeum)[7]
- Mihály vajda arcképe, 1862 (olaj, vászon)[8]
- Bécsi színésznő arcképe (bécsi bankár megrendelése), 1868
- Nemes Vince és nejének arcképe, 1870
- Nővérek (Wittich Gabriella és Mária), 1871
- Gyermekportré, Bécs
- Péchy Manó királyi biztos arcképe, Kolozsvár, 1872
- Zichy József gróf arcképe, 1874 (Fiume részére)
- Krémer Ferenc[9] a kolozsvári Iparos Egylet egykori elnöke arcképe, 1874
- Agay[10] arcképe, 1875
- Királyi Pál arcképe, 1875
- Deák Ferenc arcképe (Hont vármegye számára), 1876
- Damjanich Jánosné arcképe, 1876.[11]
- József főherceg családjának életnagyságú képei (3 db), 1877
- Forgách József gróf, 1867–1872 között volt Nógrád vármegyei főispán arcképe, 1877
- Károlyi György gróf arcképe, 1877
- Coburg Ágost tábornok arcképe, 1878
- József főherceg életnagyságú képe, 1879
- Klotild főhercegnő[12] életnagyságú képe, 1879
- I. Ferenc József magyar király képe, 1879
- Ertl János és Horák Anna arcképe (olaj, vászon), 1880, Türr István Múzeum, Baja
- Unger Leó arcképe, 1880
- Toldy Ferenc arcképe, 1880
- Kossuth Lajos térdképe, 1881 és arcképe 1901
- Sámi László arcképe, 1881
- Gorove Antal[13] arcképe, 1882
- Tolnai Lajos arcképe, 1882
- Sámi Lászlóról újabb arckép, 1883
- I. Ferenc József arcképe, 1883 (olaj, vászon)
- Erzsébet magyar királyné arcképe, 1883 (olaj, vászon)[14]
- Kislányportré, 1883 (olaj, vászon)
- Hutflesz család képei (3 db), 1884
- Somssich Pál arcképe, 1884 (Somogyi vármegyeháza falán)[15]
- Szigligeti Ede arcképe, 1885
- Horváth Mihály portréja, 1885 [14][16]
- Drescher Ede bajai polgármester arcképe, 1885 (olaj, vászon)
- Vastagh Josephine (olaj, vászon), 1887
- Horváth Gyula, 1891 (olaj, vászon)
- Vojnich Sándor és neje, 1895
- Vojnich Sándor leánya, 1895
- Báró Pöldnitz családtagja (olaj, vászon)
- Kossuth Lajos térdképe, 1896 [17]
- Stammer Sándor (1824–1896) volt szentesi polgármester, majd alispán, királyi tanácsos, a Ferenc József-rend lovagjának olajfestményű portréját 1898. október 28-án a megyeháza közgyűlési termében leplezték le. (Ma a Szentesi Levéltárban látható. Kossuth tér 1.)
- Erzsike kézfogója (olaj, vászon), 1898 (1903-ban vevő: May R. Miksa, Szeged).[7][18]
- Rabbifej (tus, karton)
- Fiatal férfi cilinderrel (olaj, vászon)
- Női portré (olaj, vászon)
- Virágot tartó hölgy fehér selyemruhában (olaj, vászon)
- Idős férfi (olaj, vászon)
- Türr István, Kossuth Lajos, a bajai születésű Bende Imre nyitrai püspök, az ugyancsak bajai, majd Dél-Amerikába vándorolt Rusits János arcképe Baja város megrendelésére készültek, s a tanácsterem falait díszítették.[19]
- Majláth György, gróf, Esztergom vármegye volt főispánjának arcképe (leleplezés 1900. május 10.)[20]
- Csicseri Ormós Zsigmond, Temes vármegye főispánjának arcképe (városháza tanácstermében); Gorove István miniszter portréja a Temesvári vármegyeházán; Molnár Viktor főispán portréja a Temesvári vármegyeházán.[21]
- I. Ferenc József képe a Csanádi püspöki aulában, s ugyancsak itt Dessewffy Sándor püspök arcképe[22]
- Sephine és Izi, 1900 körül[7]
- Önarckép (olaj, vászon) 1902, Magyar Nemzeti Múzeum Történelmi Képcsarnok)[7]
- Dr. Hartmann Elekné, Luxemburg Lunya arcképe (olaj, vászon) 1902 (Magyar Nemzeti Galéria)[7]
- Osztrovszky József, 1903 (Vevő: Osztrovszky Vilma).[18]
- Id. Vastagh Györgyné (olaj, vászon), 1906[7]
- Kalapos férfi (olaj, vászon), 1906 (MTA Művészeti Gyűjtemény)[7]
- Kautz Gyula, 1909 (MTA Művészeti Gyűjteménye)[7]

Portréi még, melyek keletkezési ideje nem ismert:
- Csengery Antal
- Wekerle Sándor miniszterelnök
- Szmrecsányi Darius
- Perczel Miklós főispán
- Jankovich Somogy vármegyei főispán

Egyéb forrásból:

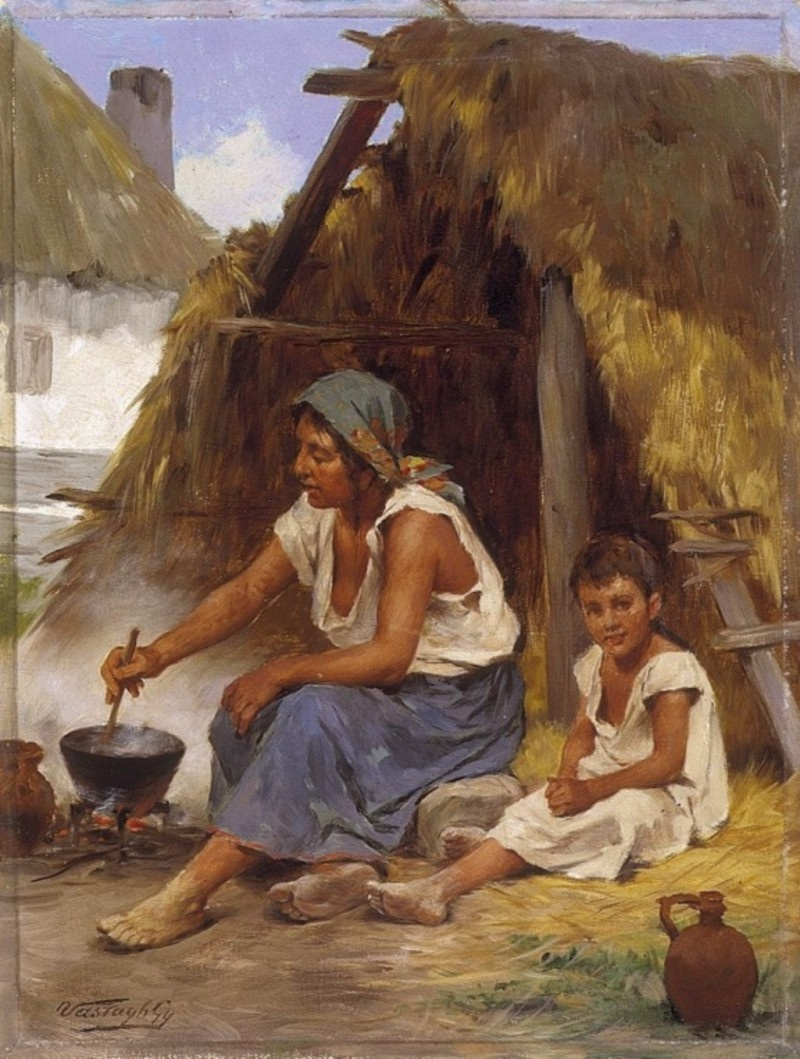
Vastagh György, id.: Készül a vacsora, olaj, vászon

- Széchenyi István gróf térdképe
- Férfi portré (olaj, vászon)
- Hölgy pamlagon, olaj, vászon
- Szent Imre (200 x 96 cm – grafika)

### Történelmi festmények
- „Vitam et sanguinem”, 1859
- Kemény Simon halála, 1859. Öt képből álló sorozat
- Kuthen kun király hódolata IV. Béla előtt, 1870 körül
- Búsuló Báthory, 1870 körül (olaj, vászon)
- Zászlószentelés a Ludovikán, 1903
- Szoborleleplezés Kassán, 1908

### Zsánerképek

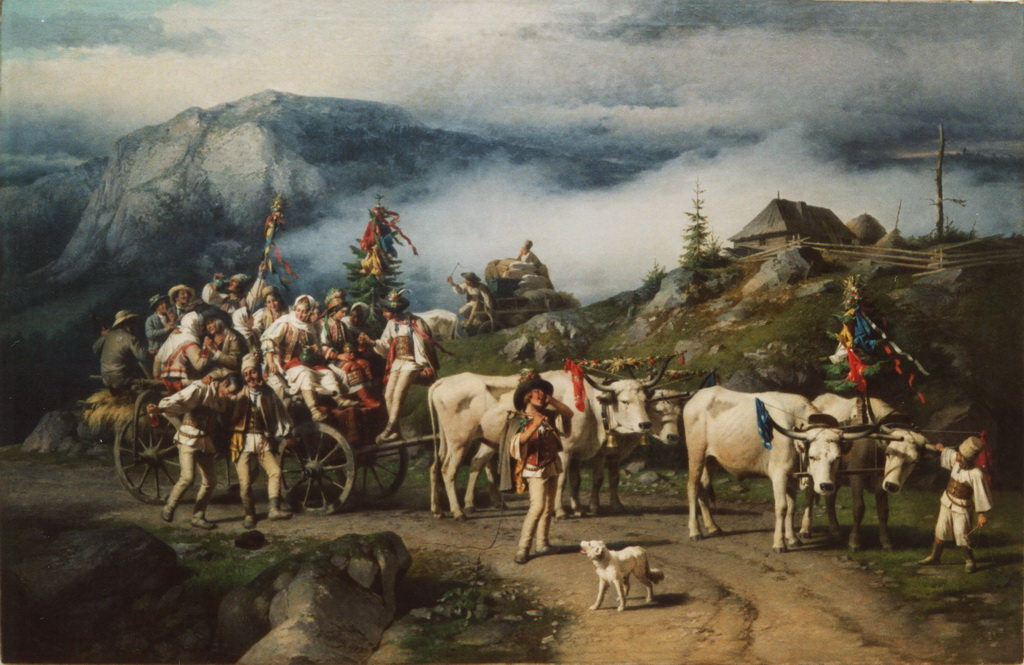
Vastagh György, id.: Erdélyi oláh lakodalmas menet, 1873, olaj, vászon

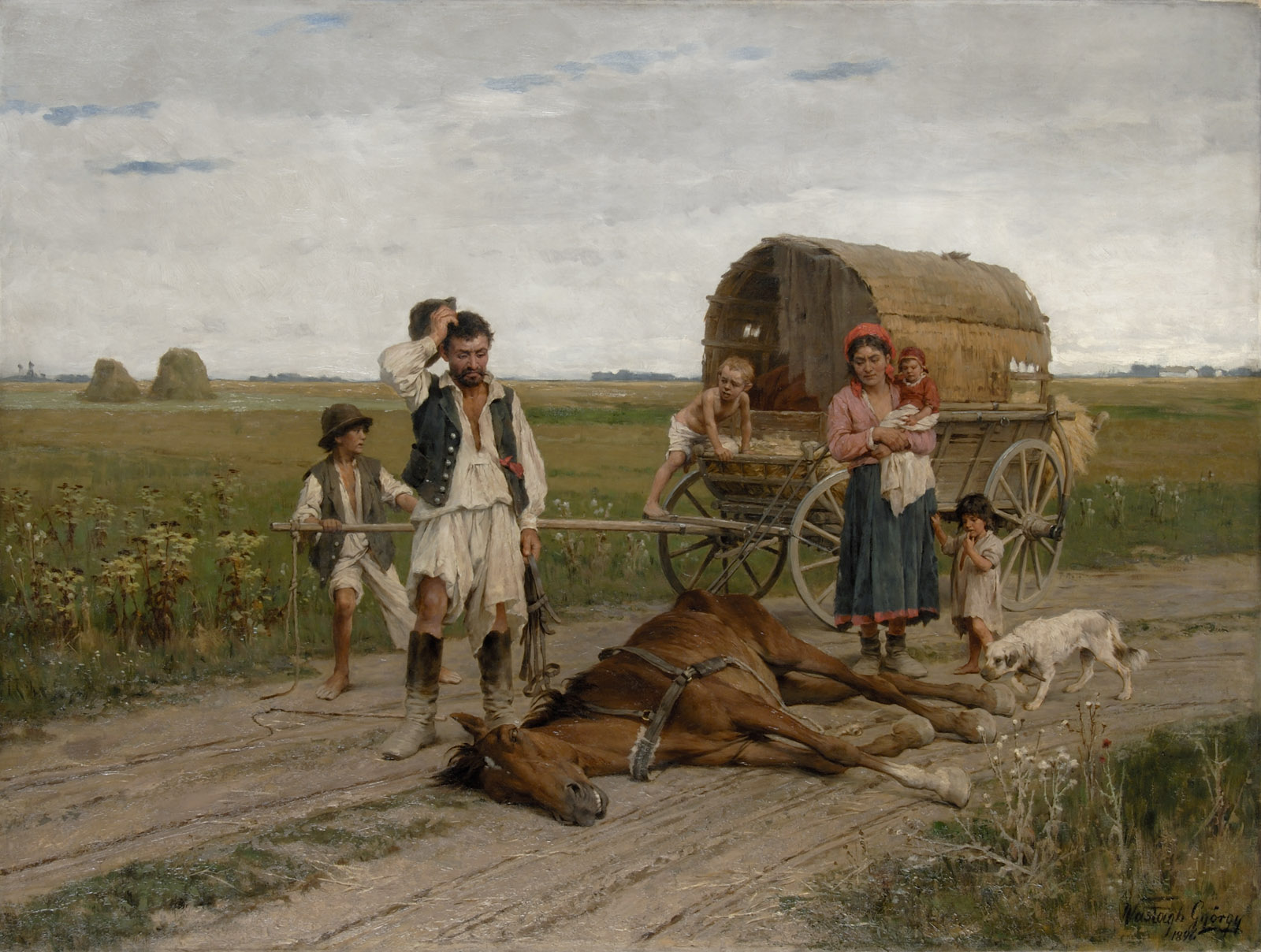
Vastagh György, id.: A kárvallott cigány, 1886, olaj, vászon

- Beszélgetők, (olaj, vászon)
- Fonó cigánynő, 1871
- Havasi cigányleány, 1871
- Oláh szerelmespár, 1871
- Cigány nő (Acél Péter vette meg), 1871
- Cigány pár (Bécsi rendelésre), 1871
- Szerelmes román fiú (Osztrák Műegylet vásárolta meg), 1872
- Cigányleány, 1872
- Török cigányok, Bécs, 1872
- Gombaszedő cigánynő, 1872
- Lakodalmi menet, 1872
- Álarcos nő, 1872
- Romok között tanyázó cigány család, 1872
- Kalotaszegi parasztlány, 1872
- A furulyázó vak koldus (téli tájképpel), 1872
- A vásárból hazatérő ifjú román pár, 1872
- Kártyákkal vásárba menő havasi cigányleány a dádéval, 1872
- Cigány jósnő kalotaszegi leánnyal, 1872
- Gombaszedő havasi cigányleány kis purdéval, 1872
- Oláh lakodalom, 1872–1873
- Cimbalmozó cigány, 1873
- Gombaszedő leány, 1873
- Rokokó női fej, 1875
- Havasalföldi cigánylány, 1875
- Gyerekcsoport, 1876 (olaj, vászon)
- Kisleány (8 éves gyermek), 1876
- Arckép („egy szende hölgy”), 1876
- Pipázó cigányné (olaj, vászon), 1877
- A kárvallott cigány, 1886 (olaj, vászon)
- Hegedűs cigány fiú (olaj, vászon)
- Havasi idill (olaj, vászon)
- Szerződés (olaj, karton)
- Várakozás (olaj, vászon)
- Udvarlás (olaj, vászon)
- Cigánylány (olaj, vászon)
- Padon ülő leány (olaj, vászon)
- Lány napraforgóval (olaj, vászon)
- Cigánylány (olaj, vászon)
- Pásztorfiú (olaj, vászon)
- Virágot öntöző leány (olaj, vászon)
- Olasz lányok (Udvarlás), akvarell, papír
- Olasz kislány a kútnál (olaj, vászon)
- Bacchanália (olaj, vászon)
- Tavaszünnep (olaj, vászon)
- Sokác lány (olaj, vászon)
- Pipázó paraszt (olaj, vászon)
- Sok a jóból (olaj, vászon)
- Gyerekek (olaj, vászon)
- Cigánytanya, olaj, vászon
- Esti újság (olaj, vászon), 1903 (a Királyi palota vette meg.)[24]
- Szénagyűjtő leány, (olaj, vászon), 1903 (a Királyi palota vette meg.)[24]
- Enyelgés (olaj, vászon), 1903 (Királyi palota vette meg.)[24]
- Beduin nő (Vevő: Dr. Hudovernig Károly), 1905[25]
- Cigányleány (Vevő: Dr. Hegedűs Gyula), 1905[25]
- Visszhang, 1914 (Vevő: Haggenmacher Oszkár)[26]
- Idyll a havasokon, 1914 (Vevő: Mauthner Ödön)[27]
- Cigányleány, 1915. A Szent-György-Céh 22. Aukciója
- Piros kendős fiatal nő, (olaj, vászon. Tulajdonos: dr. Nagy László)[28]

### Freskók, oltárképek
- Világosító Szent Gergely, Mária Magdolna oltárképek, 1868, Apanagyfalu római katolikus templom
- Jézus Szíve-főoltárkép és freskók, 1877, Gyoma, Jézus Szíve-templom
- Szent István-oltárkép, Szent József -oltárkép, Mária-oltárkép, 1880, Alcsút, kápolna (megsemmisült)
- Bacchus-ciklus (születése, neveltetése, diadalmenete) freskó, 1883, Budapest, Operaház[29]
- Magyarország védasszonya és a magyar szentek, 1890, Budapest, Belvárosi plébániatemplom (lemeszelték)
- Krisztus az Olajfák hegyén oltárkép, 1891, Cinkota, evangélikus templom Budapesti Városvédő Egyesület. A cinkotai evangélikus templom
- Magna Domina Hungariae oltárkép, 1899, Temesvár, Millenniumi templom, (felszentelése: 1901. október 16.)-[30]
- Szent Imre oltárképe, 1903, Budapest, Szent István-bazilika[31]
- Szent Antal-oltárkép, 1905, aradi minorita katedrális
- Szent Rókus-főoltárkép, 1910, Szeged, Szent Rókus-templom
- Péter és Pál apostolok oltárkép, 1911, Fehérgyarmat, római katolikus templom

### Illusztrációk
- Cop-Marlet, Mara: Südslawische Frauen. Auf Höhen und Tiefen der Balkanlaender. Vastagh György 5 illusztrációjával, valamint az írónő portréjával. Budapest, 1888
- Bartók Lajos: Thurán Anna. Történelmi dráma 4 felvonásban. A rajzokat készítette Jankó János, Neogrády Antal, Spányi Béla, Vágó Pál, Vastagh György. Budapest, Nagel Ottó, Budapest, 1888
- Bartók Lajos: Téli regék. Elbeszélő költemények. A rajzokat készítette Jankó János, Neogrády Antal, Spányi Béla, Vágó Pál, Vastagh György. Légrády Testvérek, Budapest, 1889 A könyv címlapja
- József nádor. Einsle Antal egykorú festménye után rajzolta Vastagh György. Osztrák Magyar Monarchia írásban és képben. Magyarország, 1890
- Hubay Jenő: 18 eredeti magyar dal Petőfi Sándor költeményeire. Aggházy Gyula, Baditz Ottó, Ébner Lajos, Feszty Árpád, Greguss Imre… Vastagh György, Zichy Mihály magyar festőművészek eredeti rajzaival ellátva. Táborszky és Parsch Nemzeti Zeneműkereskedése, Budapest, é. n.

## Elismerései
- Az 1880-as években József nádor utódainak, az idős József főhercegnek udvari festője címet kapott.
- 1897-ben a Belvárosi Polgári Kör tiszteletbeli tagjává választották.
- 1913-ban a Nemzeti Szalon tiszteletbeli tagja lett.
- Nyolcvanadik születésnapján, a kormány, a Képzőművészeti Társulat és művésztársai ünnepelték.
- 1914-ben a Műcsarnoki Független Művészek Csoportjának lett tiszteletbeli tagja.
- 1919-ben a Magyar Képzőművészek Nemzeti Szövetségének örökös dísztagja lett.